# Maison Hastir
La maison Hastir est une maison classée située dans le centre historique de la ville de Stavelot en Belgique (province de Liège).

## Localisation
Cette petite maison est située au no 18 de la rue Haute, une rue pavée de la partie haute du centre historique de la ville ardennaise de Stavelot. Elle se situe au croisement de la rue Haute et de la rue du Bac. La rue Haute est une des rues les plus pittoresques de la ville comprenant plusieurs autres maisons à colombages classées dont la maison voisine sise au no 20. À proximité du pignon, se dresse la fontaine de la rue du Bac, érigée en 1777 et classée.

## Historique
Construite en 1713, la maison Hastir est l'une des plus anciennes demeures de la ville de Stavelot qui fut presque entièrement détruite en 1689 par les troupes de Louis XIV. Son premier propriétaire s’appelle Michel Marchand. La maison doit son nom actuel à l'artiste peintre et résistant bruxellois Marcel Hastir (1906-2011) qui fut propriétaire de cette demeure durant une quarantaine d'années. Laissée à l’abandon, cette maison a été expropriée par la ville de Stavelot en 2016 mais, en 2020, il est décidé de la restaurer. La restauration devrait être terminée en 2024.

## Description
La façade est élevée en colombages et torchis chaulé avec ossature en pans-de-bois dont deux croix de saint André. Ce modeste immeuble possède deux travées et deux niveaux (un étage). Le pignon possède un soubassement en moellons de grès.

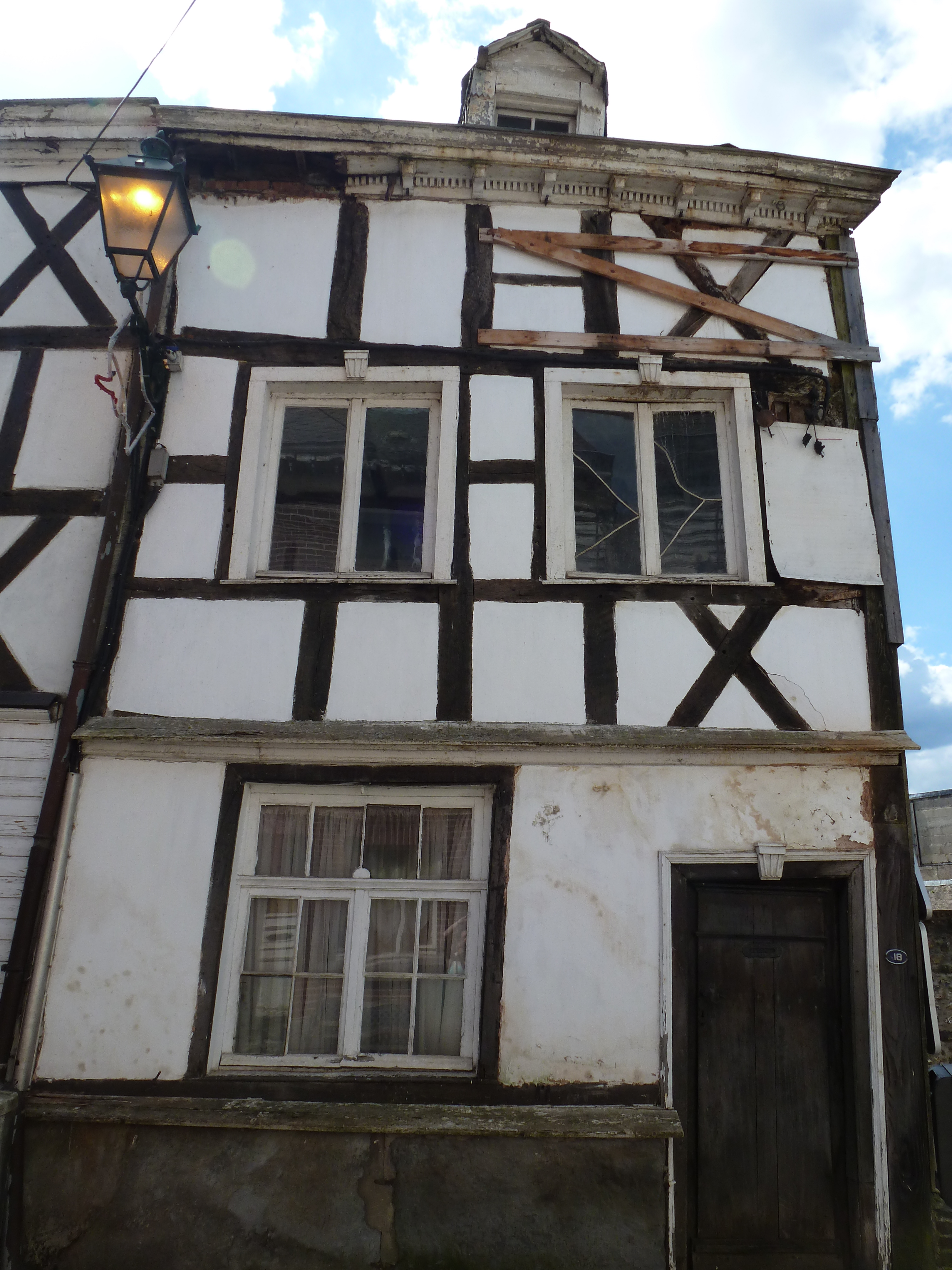
Façade en 2013